# Distretto di Gelendost
Il distretto di Gelendost (in turco Gelendost ilçesi) è uno dei distretti della provincia di Isparta, in Turchia.